# Rhodymeniales
Ordre
Les Rhodymeniales sont un ordre d'algues rouges de la sous-classe des Rhodymeniophycidae, dans la classe des Florideophyceae. 

## Liste des familles
Selon AlgaeBase (1 août 2012), ITIS (1 septembre 2016) et World Register of Marine Species (1 septembre 2016) :

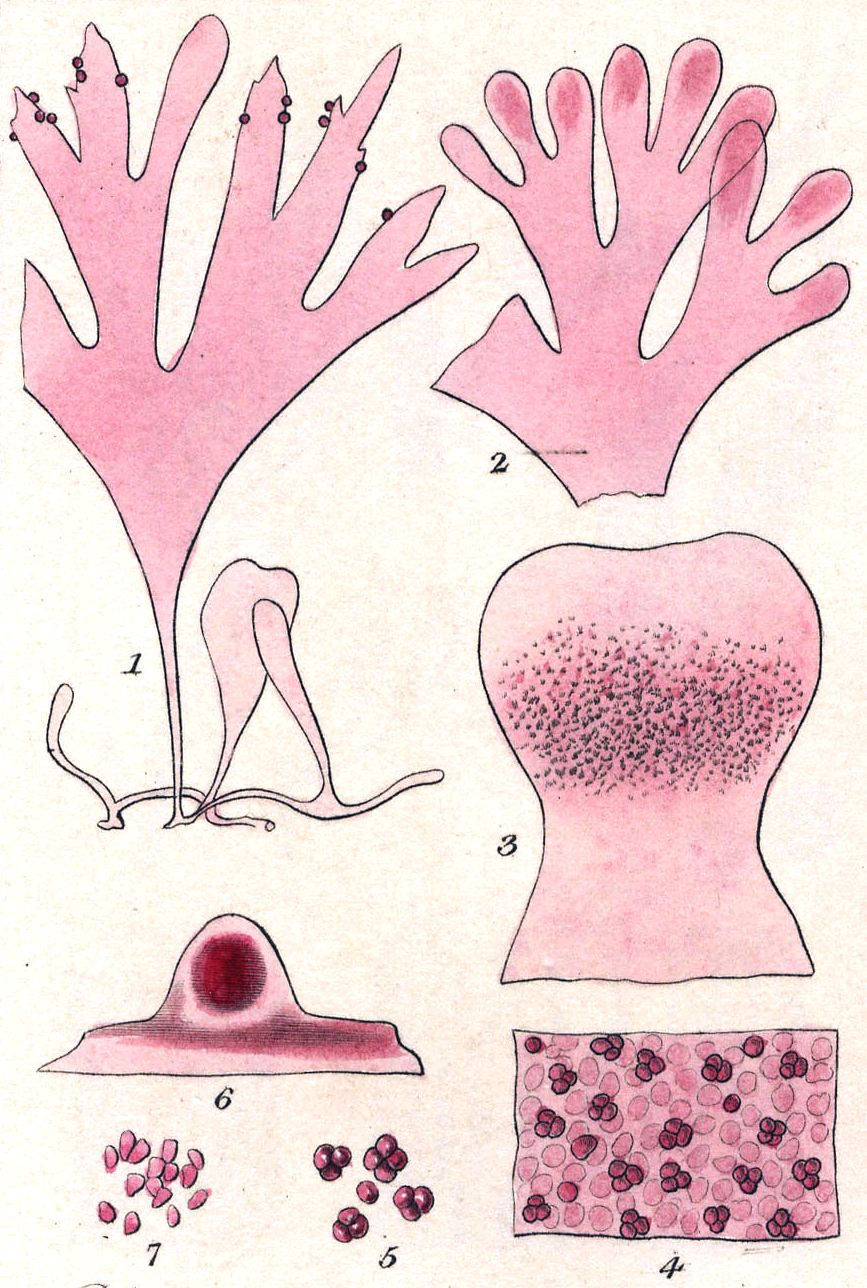
Dessins d'observation de Rhodymenia pseudopalmata

- famille des Champiaceae Kützing, 1843
- famille des Faucheaceae I.M. Strachan, G.W. Saunders & G.T. Kraft
- famille des Fryeellaceae L.Le Gall, Dalen & G.W.Saunders, 2008
- famille des Hymenocladiaceae L.Le Gall, Dalen & G.W.Saunders, 2008
- famille des Lomentariaceae J. Agardh, 1876
- famille des Rhodymeniaceae Harvey, 1849
- Rhodymeniales incertae sedis

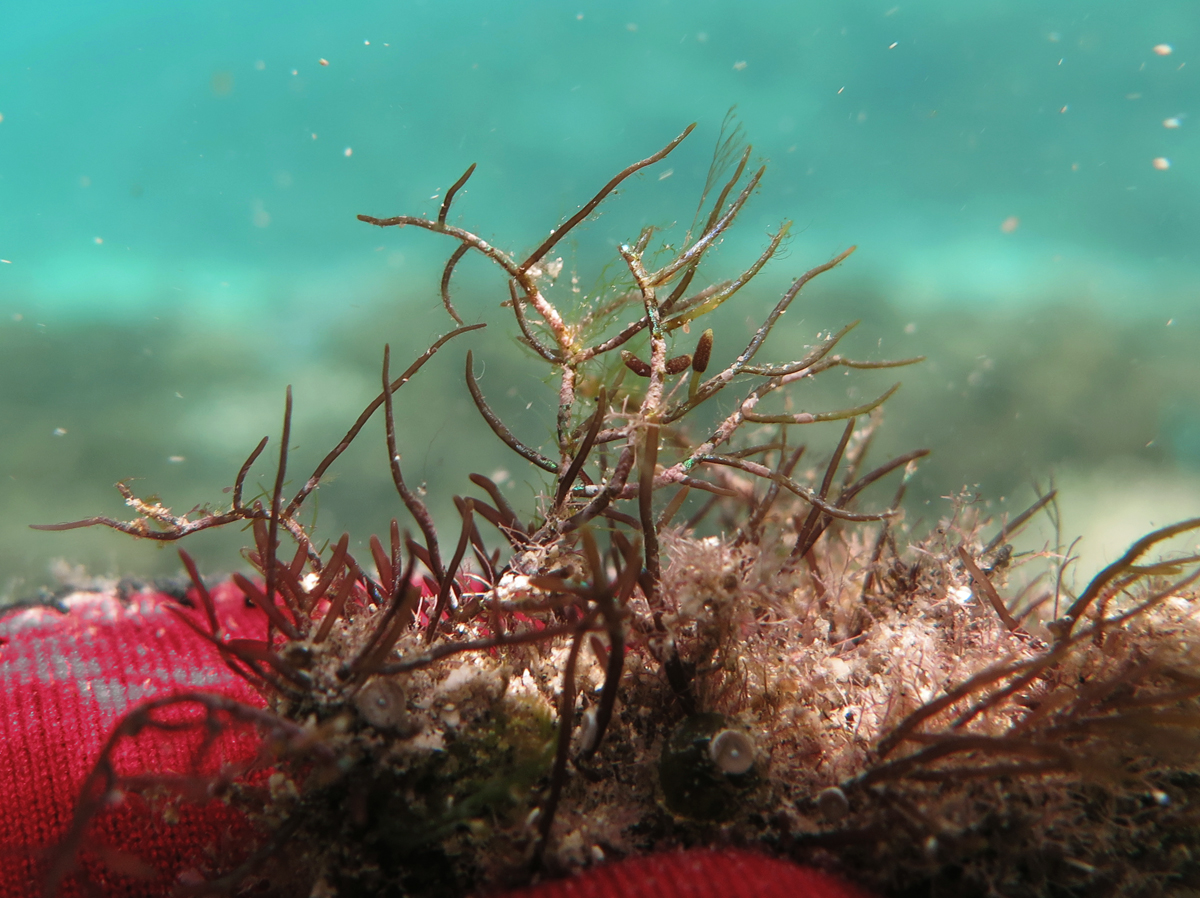
Coelothrix irregularis (Champiaceae).
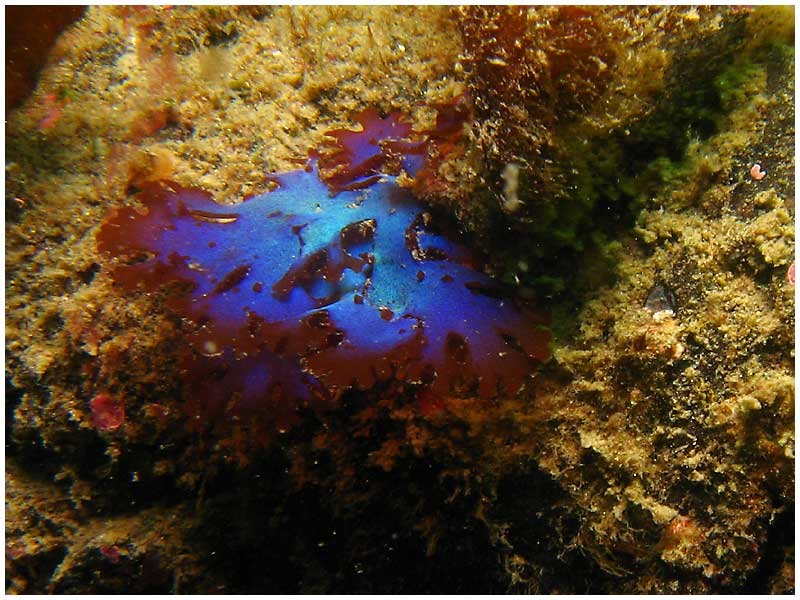
Fauchea laciniata (Faucheaceae).
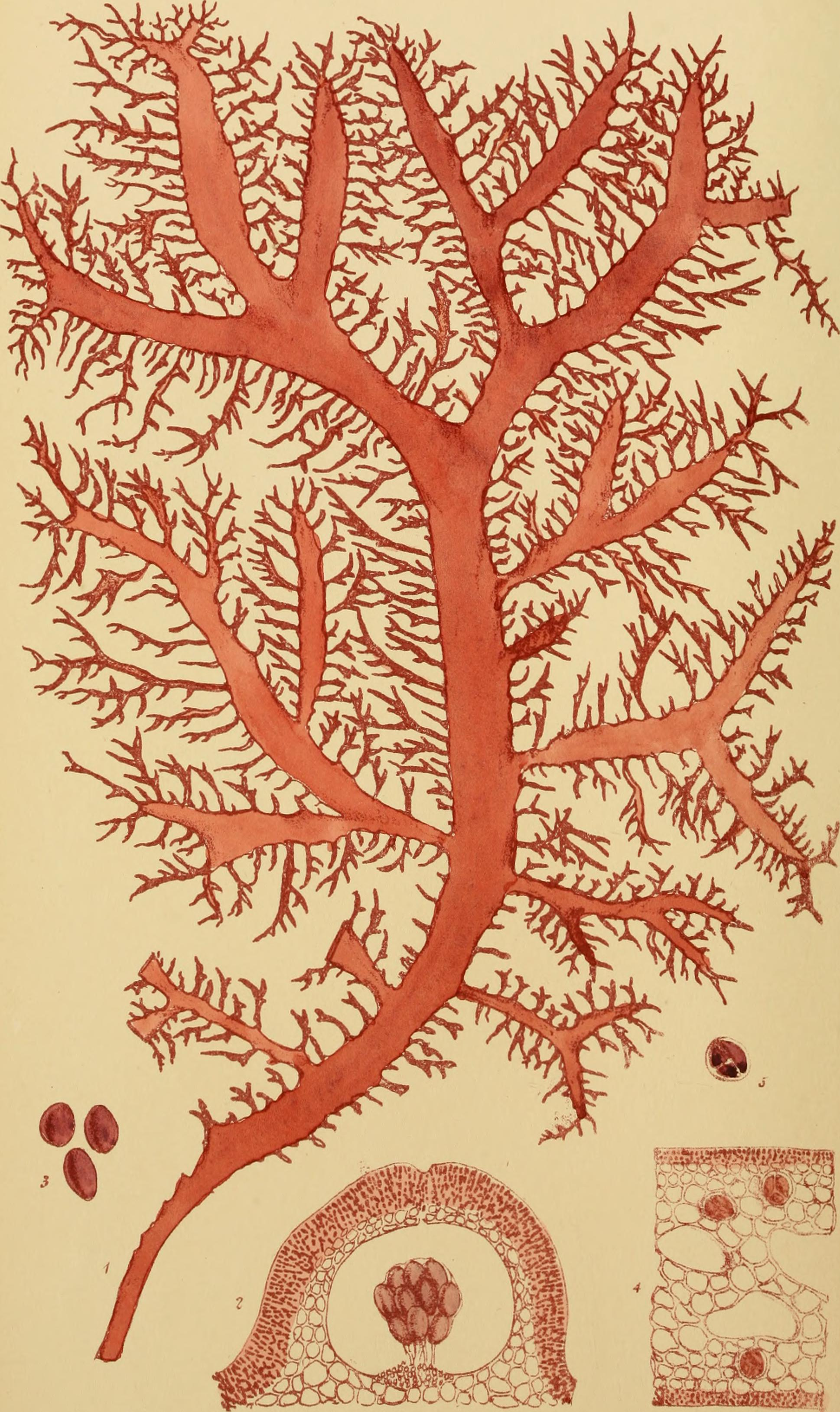
Hymenocladia usnea (Hymenocladiaceae).
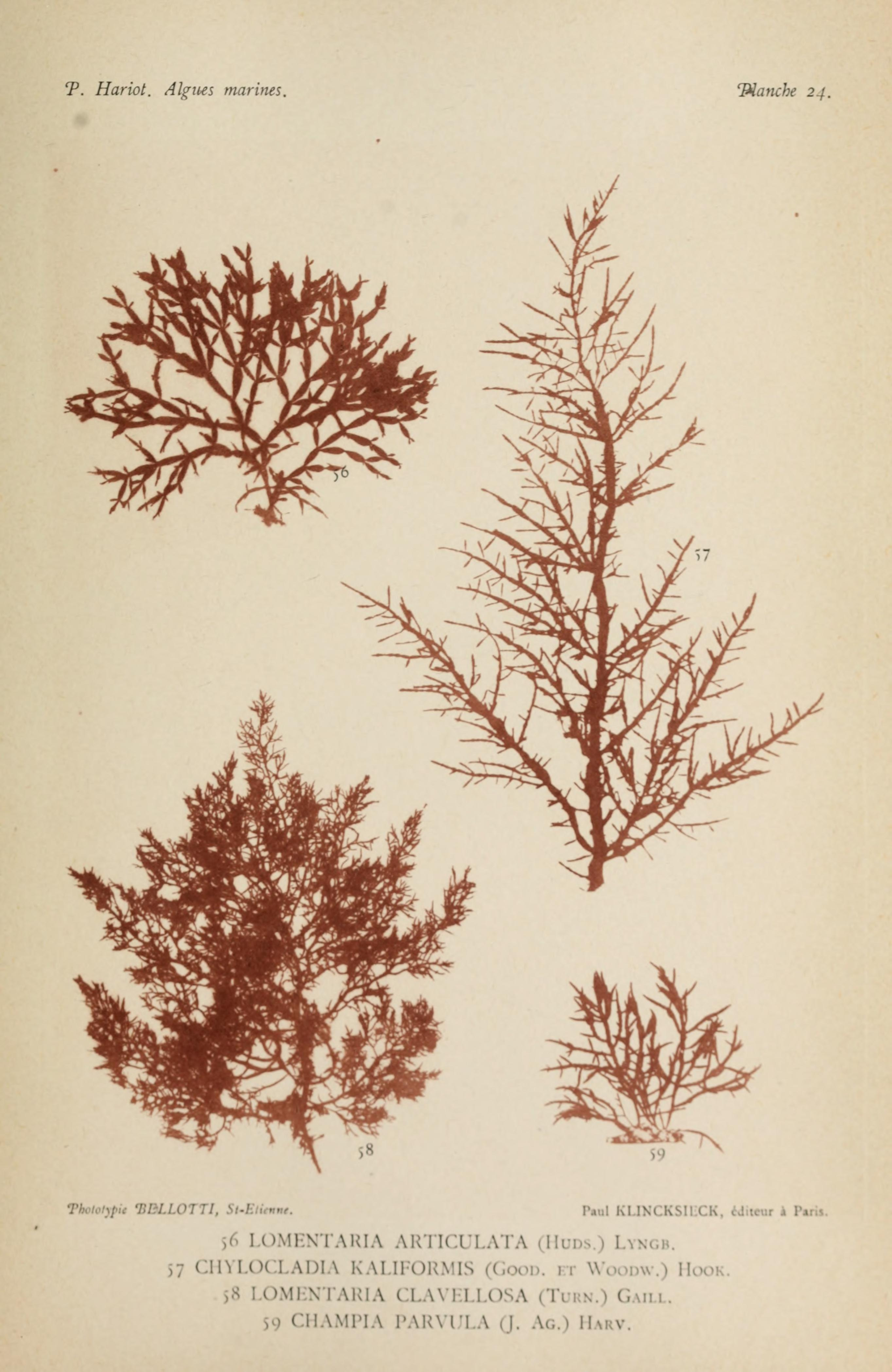
Lomentaria articulata (Lomentariaceae).
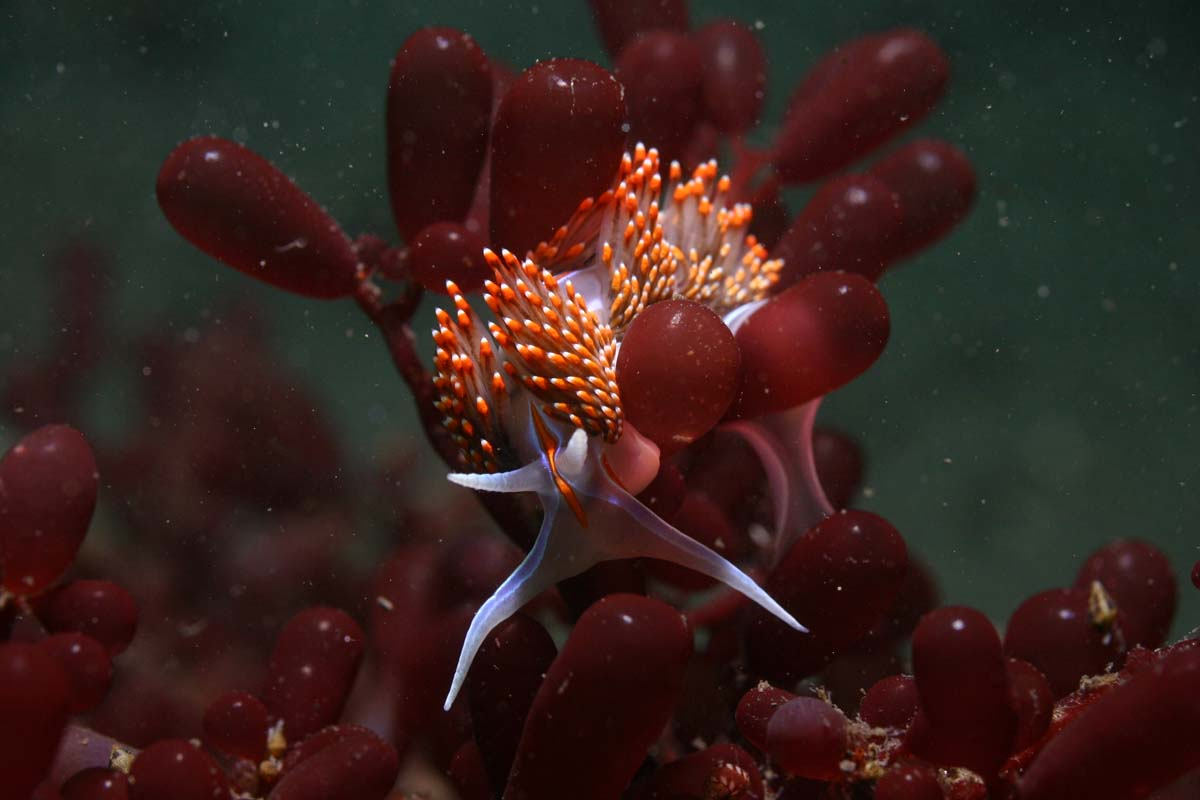
Un nudibranche Hermissenda crassicornis sur  Botryocladia pseudodichotoma (Rhodymeniaceae).